# Autoba castanea
Autoba castanea là một loài bướm đêm trong họ Erebidae.